# Ubiquinol oxidase
As ubiquinol oxidases (EC 1.10.3.-) são enzimas da cadeia respiratória bacteriana que oxidam o ubiquinol em ubiquinona e reduzem oxigénio a água. Estas enzimas são um conjunto das muitas oxidases terminais alternativas existentes na cadeia respiratória ramificada dos procariontes. A estrutura glogal da ubiquinol redutase de E. coli é similar à da Citocromo c oxidase de mamíferos, com a adição de um sítio de ligação a ubiquinol embebido na membrana.